# Glenville, North Carolina
Glenville är en ort i Jackson County i delstaten North Carolina, USA.